# Nymula calyce
Nymula calyce is een vlinder uit de familie van de prachtvlinders (Riodinidae). De wetenschappelijke naam van de soort werd voor het eerst geldig gepubliceerd in 1862 door Rudolf Felder.